# Järve (Tallinn)

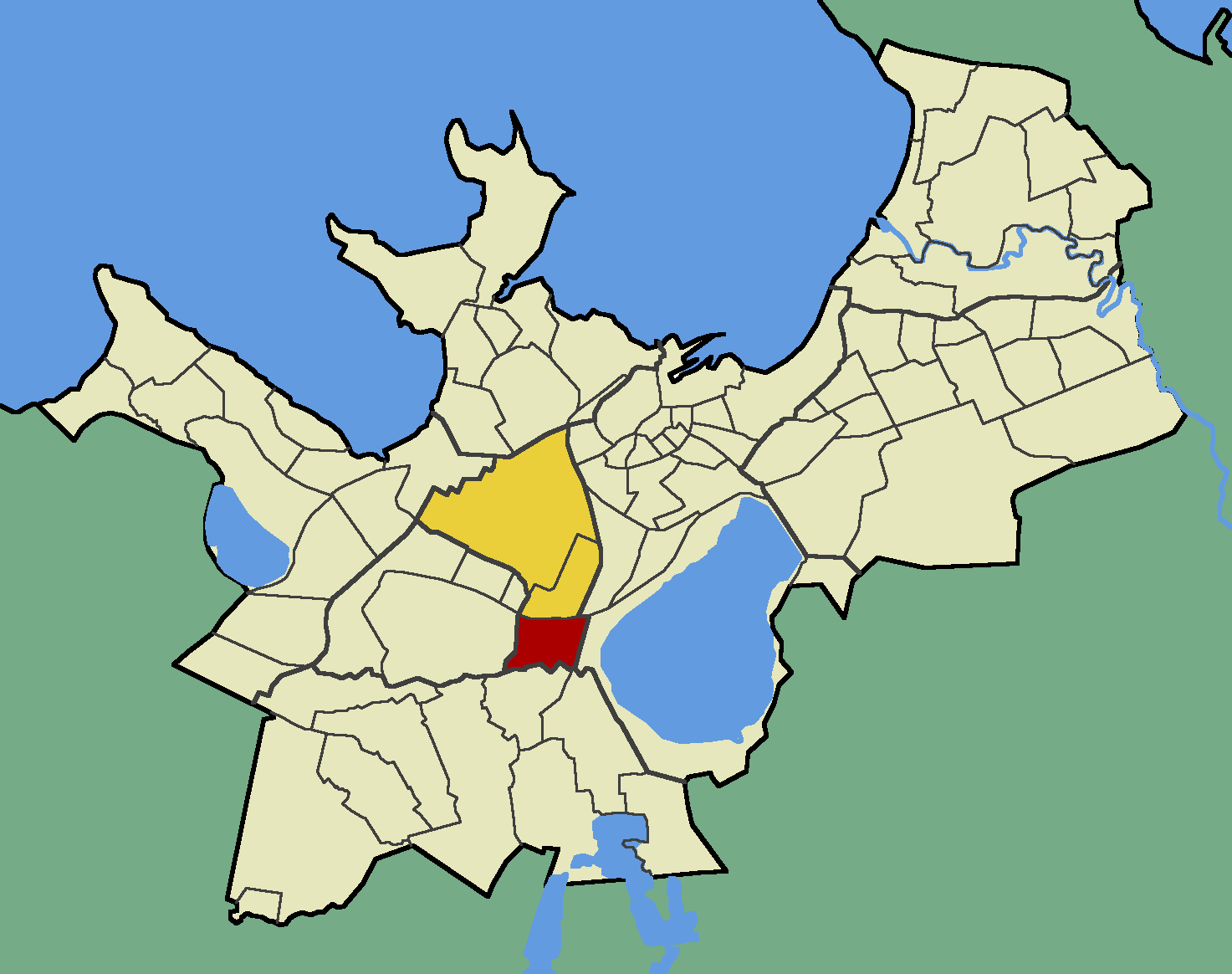
Der Bezirk Järve (rot) im Tallinner Stadtteil Kristiine (gelb)

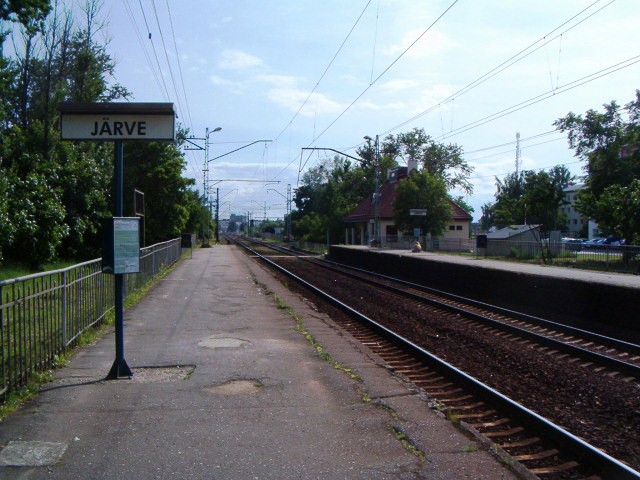
Bahnhof von Järve (2009)

Järve ist ein Bezirk (estnisch asum) der estnischen Hauptstadt Tallinn. Er liegt im Stadtteil Kristiine.

## Beschreibung
Der Stadtbezirk hat 2.889 Einwohner (Stand 1. Mai 2010).
Der Name stammt wahrscheinlich von der Bezeichnung einer ehemaligen Sommerresidenz mit Namen Erbe (auch Hermansberg).
In dem Gebiet siedelten sich Ende des 19. Jahrhunderts vor den damaligen Toren der Stadt Tallinn einige Unternehmen auf dem billigen Bauland an. Zu Beginn des 20. Jahrhunderts gründete der Industrielle O. Amberg eine Fabrik zur Verarbeitung von Silikatgestein (Tallinna silikaat-puhelinliskivi vabrik O. Amberg ja Ko), die in der Zwischenkriegszeit florierte. Mit der sowjetischen Besetzung Estlands wurden 1940 alle Industrieanlagen verstaatlicht. In Järve ließ die sowjetische Armee darüber hinaus zahlreiche Militärgebäude errichten. Der Bezirk wird heute wieder von estnischen und internationalen Industrieunternehmen und Handelsniederlassungen geprägt.
Im Järve befindet sich seit 1923 ein Bahnhof, der heute von der estnischen Eisenbahngesellschaft Elektriraudtee bedient wird. 1926 entstand das Bahnhofsgebäude im nationalromantischen Jugendstil nach Plänen des estnischen Architekten Karl Burman des Älteren (1882–1965). Es steht seit 1999 unter Denkmalschutz.